# Surculus oculatus
Surculus oculatus là một loài tò vò trong họ Ichneumonidae.